# Ramón Calderé
Ramón María Calderé del Rey est un footballeur et entraîneur espagnol, né le 16 janvier 1959 à Vila-Rodona (province de Tarragone, Espagne). Il évoluait au poste d'attaquant.

## Biographie

### En club
Il joue dans différents clubs à différents échelons : le FC Barcelone B, puis le FC Barcelone, Real Valladolid, le Betis Séville et l’UE Sant Andreu. 
Il remporte une Liga en 1985, une Coupe de la Ligue espagnole en 1986, une Coupe du Roi en 1988, une Supercoupe d’Espagne en 1984, et enfin deux championnats d’Espagne de D3 (1982 et 1992).
Son bilan dans les championnats professionnels espagnols (première et deuxième division) s'élève à 211 matchs joués, pour 26 buts marqués. Dans les compétitions européennes, son bilan est de 5 matchs en Coupe d'Europe des clubs champions, 11 matchs en Coupe de l'UEFA (un but), et 2 matchs en Coupe des coupes (un but).

### En équipe nationale
Il est international espagnol à 18 reprises pour 7 buts. 
Son premier match en sélection le 30 avril 1985, à Wrexham, contre le Pays de Galles, qui se solde par une défaite espagnole (0-3), dans le cadre des éliminatoires du mondial 1986. 
Il participe à la Coupe du monde 1986, au Mexique. Il est titulaire dans trois matchs (Algérie, Danemark, Belgique) et une fois remplaçant contre l’Irlande du Nord. Il récolte un carton jaune contre la Belgique. Il inscrit dans ce tournoi un doublé (15e et 68e) contre l’Algérie, match gagné 3 buts à 0. 
Il figure dans la liste des joueurs retenus pour disputer pour l’Euro 1988, en RFA. Il avait réussi à inscrire un but en éliminatoires contre la Roumanie, insuffisant toutefois pour gagner le match (1-3). Il ne dispute pas une seule minute en phase finale et l’Espagne est sortie dès le premier tour du tournoi.

### Entraîneur
Il est entraîneur dans des clubs de divisions inférieures, et il entraîne notamment le CF Reus Deportiu, en D5 espagnole.
En juin 2017, il est recruté par le club belge de K Saint-Trond VV au poste d'assistant de l'entraîneur Tintin Márquez.

## Clubs
- 1979-1980 :  FC Barcelone B
- 1980-1981 :  Real Valladolid (prêt)
- 1981-1984 :  FC Barcelone B
- 1984-1988 :  FC Barcelone
- 1988-1990 :  Real Betis Balompié
- 1990-1992 :  UE Sant Andreu

## Palmarès
- Championnat d'Espagne de football
  - Champion en 1985
  - Vice-champion en 1986 et en 1987

- Coupe de la Ligue
  - Vainqueur en 1986

- Coupe d'Espagne
  - Vainqueur en 1988
  - Finaliste en 1986

- Supercoupe d'Espagne
  - Vainqueur en 1984
  - Finaliste en 1985

- Coupe d'Europe des clubs champions
  - Finaliste en 1986

- Championnat d'Espagne de D2
  - Vice-champion en 1990

- Championnat d'Espagne de D3
  - Champion en 1982 et en 1992